# 鐘山の滝
鐘山の滝（かねやまのたき）は、山梨県富士吉田市と南都留郡忍野村の境にある、桂川の滝。富士北麓では数少ない滝の1つである。古称は鐘ヶ淵で、小佐野の滝の異名を持つ。
滝の周辺は2023年（令和5年）に「富士の杜・巡礼の郷公園」（ふじさんミュージアムパーク）として整備され、観瀑用のデッキがある。

## 特徴
水源は山中湖から流出する桂川であり、同川の上流部に当たる。標高900 m、富士吉田市上吉田（上吉田東）と忍野村忍草（しぼくさ）の境に位置する。忍野八海の湧水も含み、滝の水質は良い。分岐瀑であり、2条の滝筋を持つ。滝の周りは溶岩に覆われており、滝を2条に分けるのも溶岩である。
滝幅は6 m、落差は10 mと大きくないが、大きな釜状の滝壺を持ち、深緑色の水を湛える。富士吉田市民からは夏の行楽地として、写真家からは木漏れ日の差し込む滝の様子が被写体として親しまれている。冬季には、厳しい寒さで凍結する。
滝の周辺は公園になっている。これは、富士吉田市が1982年（昭和57年）度に着手した、仮称「郷土館エリア」構想の一環として整備した公園である。同構想は、富士吉田市郷土館（現・富士吉田市歴史民俗博物館、現愛称：ふじさんミュージアム）周辺の4.5 haの土地を歴史・文化、産業、公園の3つのゾーンに分けて開発し、山中湖と河口湖にはさまれた通過観光地からの脱却を図ろうとしたものであり、郷土館の近くにあった鐘山の滝も対象エリアに含まれた。散策路整備と駐車場拡幅がこの時に為された。開発は続き、2023年（令和5年）4月2日に総面積4.2 ha の富士の杜・巡礼の郷公園（愛称：ふじさんミュージアムパーク）として開園した。この時、滝の前にデッキを整備したほか、日没から22時までライトアップするようになった。また、紅葉回廊と桜並木の遊歩道も作られた。紅葉（イロハモミジ）の時期にはデッキから滝と紅葉を同時に観賞できる。
1995年（平成7年）に富士吉田文化振興協会が制作した「富士吉田ふるさとかるた」には、富士登山競走や金鳥居などとともに鐘山の滝が選ばれている。2020年（令和2年）に明治大学木寺ゼミナールが企画・提案した1泊2日のツアー「お水がワク湧く in 忍野 〜水に生かされ、活かしていく〜」では、2日目の訪問先の1つに鐘山の滝が採用された。このツアーは、国土交通省の「水の里の旅コンテスト2020」で特別賞【絶景賞】を受賞した。なお、このツアーに似たコースが「忍野八海〜鐘山の滝」として山梨県庁の「やまなしハイキングコース100選」の53番に選ばれている。

## 鐘山

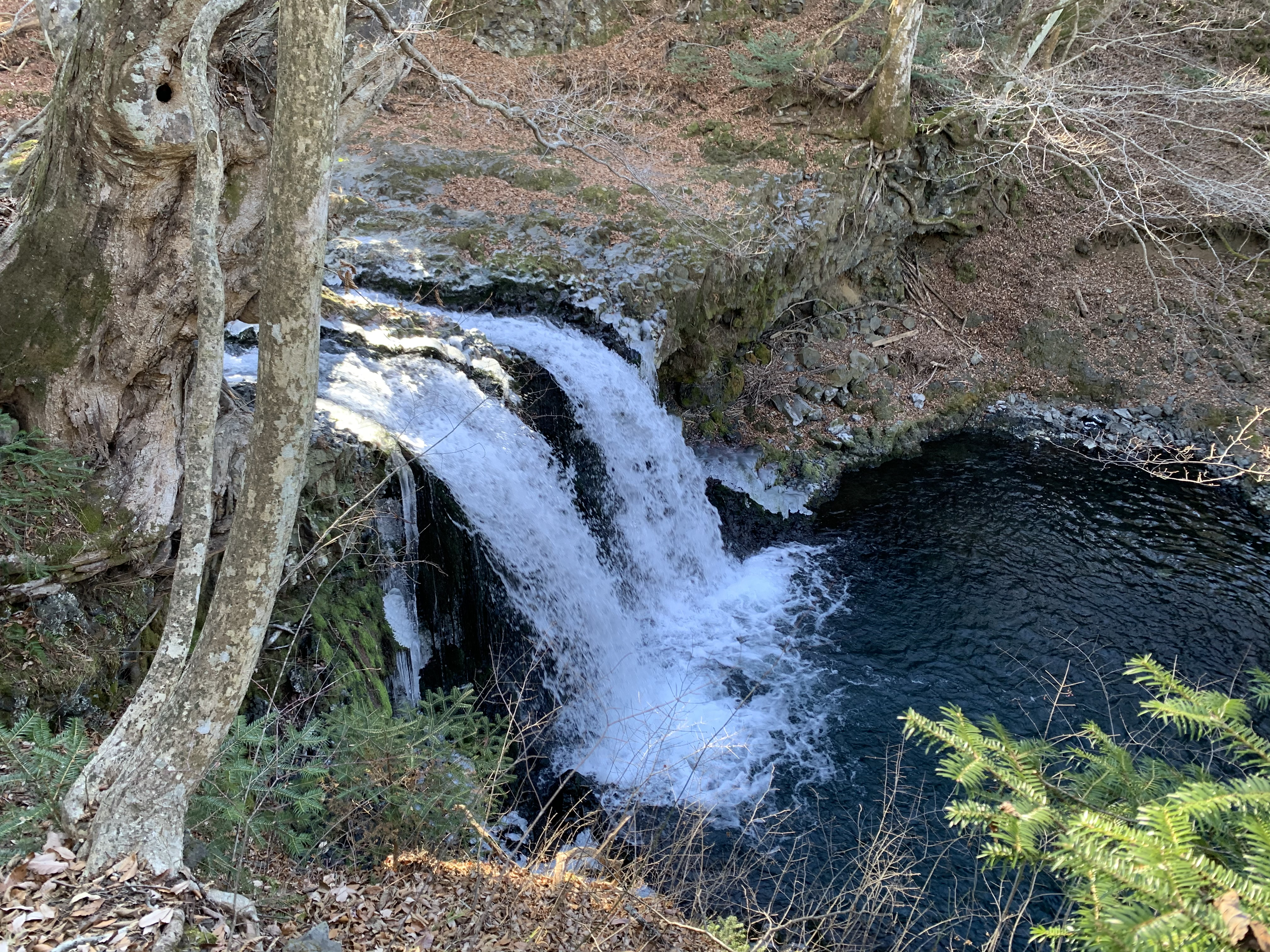
上部から見た鐘山の滝

滝の名前の「鐘山」は、付近にある小山にちなむ。
『妙法寺記』には、明応4年8月（ユリウス暦：1495年8月 - 9月）に伊勢入道（北条早雲）が「鎌山」に陣を張ったという記述があり、この「鎌山」は鐘山のことを指すと考えられている。郷土の伝承では、戦国時代に武田氏と北条氏が戦となった際に、籠坂峠から甲府の武田本陣へ合図を送るための中継地として鐘山が利用されたという。具体的には、鐘を突く回数で敵襲などの意味を決めておいた上で、籠坂峠からの鐘の音を聞き取って鐘山の鐘突き堂で鐘を鳴らし、さらにそれを赤坂の鐘懸け松（富士河口湖町船津）、御坂峠へ中継して甲府に知らせたとされる。鐘山の鐘突き堂は、鐘山の滝の上の小高い平地にあったと伝えられ、『甲斐国志』巻53には鐘山の鐘が西鐘淵の水底に沈み現存しないと記録している。
付近には、鐘山の名を冠するホテル鐘山苑がある。ホテル鐘山苑は織物加工販売業を営んでいた中央加工株式会社（現・中央観光株式会社）が1971年（昭和46年）に設立したホテルで、1989年（平成元年）4月に600人収容の山梨県最大のホテルとなった。

## 周辺
滝の周辺は、富士の杜・巡礼の郷公園（ふじさんミュージアムパーク）である。園内には、滝・ふじさんミュージアムのほか、古民家（旧武藤家住宅、旧宮下家住宅、古民家カフェ〔小佐野家住宅〕）や広場・散策路がある。
公共交通機関利用の場合、富士急行線富士山駅から路線バスに15分ほど乗車したところにある、「ふじさんミュージアムパーク前」（旧・サンパーク富士）が最寄りのバス停留所である。滝までは、バス停から徒歩約1分である。
自動車利用の場合、東富士五湖道路富士吉田忍野SICから鐘山通りを国道138号に向けて進むと到着する。同山中湖ICからは10分、中央自動車道河口湖ICおよび同富士吉田西桂SICからは各15分である。滝専用の駐車場はなく、富士の杜・巡礼の郷公園駐車場を利用する。